# Trip of Compassion
Trip of Compassion (Trip shel chemla en hébreu) est un documentaire israélien réalisé en 2017, sur des essais cliniques de l'usage de la MDMA dans un cadre thérapeutique pour le traitement de troubles de stress post-traumatique, réalisés à l'hôpital psychiatrique de Be'er Ya'akov.

## Synopsis
Le documentaire suit trois des dix patients qui ont participé à cette étude : un homme ayant été victime d'abus sexuels de la part de son père à l'adolescence, une femme ayant été kidnappée par des brigands en Amérique du Sud et un ancien ambulancier traumatisé après une intervention sur un attentat à la bombe.
Le documentaire comprend des extraits vidéos des séances assistées sous MDMA, originellement filmées à but de recherche.

## Fiche technique
- Production : TTV Productions
- Pays : Israël
- Durée : 83 minutes
- Sortie américaine : 9 mars 2019
- Réalisateur : Gil Karni
- Édition : Zafrir Kochanovsky, Ron Goldman
- Production : Miri Ezra, Zafrir Kochanovsky
- Script : Gil Karni, Ron Goldman